# Auzecri
Auzecri, também conhecido como Abzecri ou Abu Zacaria, foi o último alcaide mouro de Santarém. Considerado o último grande comandante muçulmano do Gharb al-Andalus, levou a cabo várias incursões contra território português, destacando-se de entre elas a destruição do castelo templário de Soure, em 1144.
Esmar, derrotado na Batalha de Ourique, reagrupou as suas tropas em Santarém e foi mediante conselho de Auzecri que decidiu levar a cabo um profundo ataque de desforra contra Portugal. Em 1140 Esmar atacou Leiria com tropas de Santarém, Elvas e Badajoz, destruiu o castelo e embrenhou-se em território português até Trancoso, porém foi confrontado pelo rei D. Afonso Henriques perto desta última povoação e obrigado a retirar-se após dois recontros.